# アリス・ハサウェイ・リー・ルーズベルト
アリス・ハサウェイ・リー・ルーズベルト（Alice Hathaway Lee Roosevelt、1861年7月29日 - 1884年2月14日）は、アメリカ合衆国のソーシャライトである。後に第26代アメリカ合衆国大統領となるセオドア・ルーズベルトの最初の妻であるが、第1子を出産した2日後に死去した。

## 若年期
アリス・ハサウェイ・リーは1861年7月27日にマサチューセッツ州チェストナットヒルで生まれた。父は銀行家のジョージ・カボット・リー(George Cabot Lee)、母はキャロライン・ワッツ・ハスケル(Caroline Watts Haskell)である。祖父のジョン・クラーク・リーは投資銀行リー＝ヒギンソンの創業者である。弟のジョージ・カボット・リー・ジュニアは銀行家になった。
身長は5フィート6インチ（約170センチメートル）で、瞳はブルーグレー、髪はウェーブのかかった長い金色で、印象的な美しさとチャーミングさを兼ね備えていた。家族や友人は、その明るい性格から、彼女を「サンシャイン」と呼んだ。

## 結婚
1878年10月18日、隣の家に住んでいる親戚のソルトンストール家で、アリスはセオドア・ルーズベルトと初めて会った。セオドアは、アリスのいとこのディック・ソルトンストールのハーバード大学でのクラスメイトだった。後にセオドアは、アリスとの初めての出会いについて、「彼女がどれだけ優しく見え、どれだけ可愛らしく私に挨拶をしたか、私の生涯において忘れることはないだろう」と書いている。
1879年6月、セオドアはアリスに求婚したが、承諾の返事が返るまでに8か月かかった。1880年4月に2人の婚約が発表された。

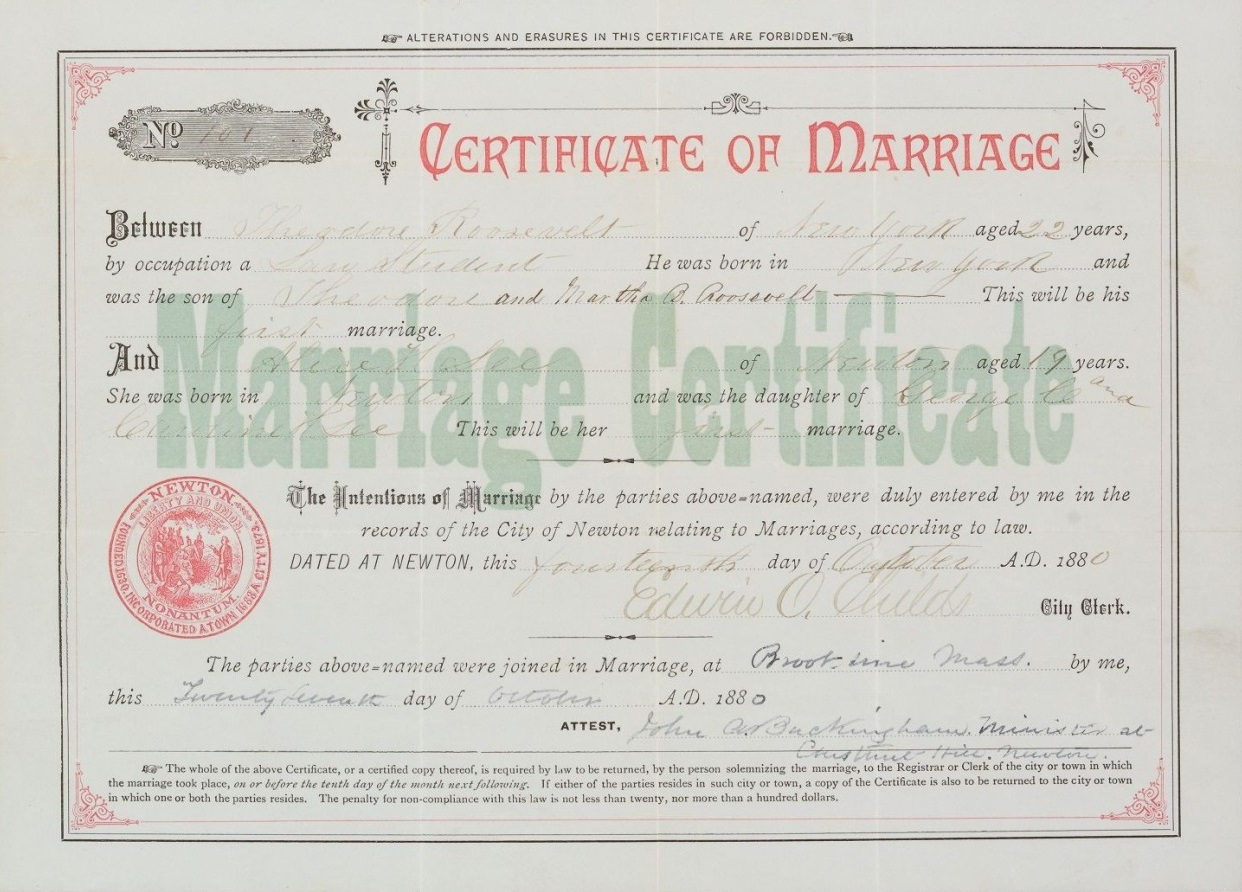
ルーズベルトの婚姻証明書（1880年）

1880年10月27日、セオドアの22歳の誕生日に、マサチューセッツ州ブルックラインのユニテリアンの教会で結婚式が行われた。アリスは19歳だった。結婚後最初の2週間をニューヨーク州オイスターベイにあるルーズベルト家の別荘で過ごした後、夫妻はニューヨークのセオドアの母マーサ・ブロック・ルーズベルトの家で生活した。セオドアがコロンビア・ロー・スクールに入学したため、新婚旅行は翌年の夏まで延期された。
アリスは夫と共にニューヨークの社交界にデビューした。1881年、新婚旅行としてヨーロッパを5か月間旅行した。1882年10月、アリスはニューヨーク州議会議員となった夫が州都オールバニで借りている家に移り住み、ニューヨーク州の政治について学んだ。1883年夏にアリスが妊娠すると、夫妻は大家族になることを想定して、大きな邸宅を建てるために、ルーズベルト家の別荘の近くに土地を購入した。その年の秋、アリスはニューヨークの義母の家に戻った。

## 出産と死去
アリスは1884年2月12日午後8時30分に娘を出産した。当時、セオドアは、オールバニで州議会に出席していた。2月13日の朝、セオドアは出産を知らせる電報を受け取り、その日の午後に妻の元へ向かう手配をした。しかし、その電報の直後に、妻の体調不良を伝える電報を受信した。セオドアはその日の真夜中に妻の元に到着したが、そのときアリスは半昏睡状態になっていた。
アリスは夫に抱きかかえられながら数時間苦しんでいたが、1884年2月14日の午後に死去した。22歳だった。この日は、アリスが求婚に対する返事を返してからちょうど3年後だった。死後、死因は未診断のブライト病であると判明し、アリスは体調が悪いのを夫や義母に隠していたことがわかった。
同じ日の早朝、義母マーサも同じ家で腸チフスにより死去していた。2人の葬儀は合同で、ニューヨークの五番街長老派教会で行われた。遺体はブルックリン区のグリーンウッド墓地に、義母の墓と隣り合わせで埋葬された。

## 死後

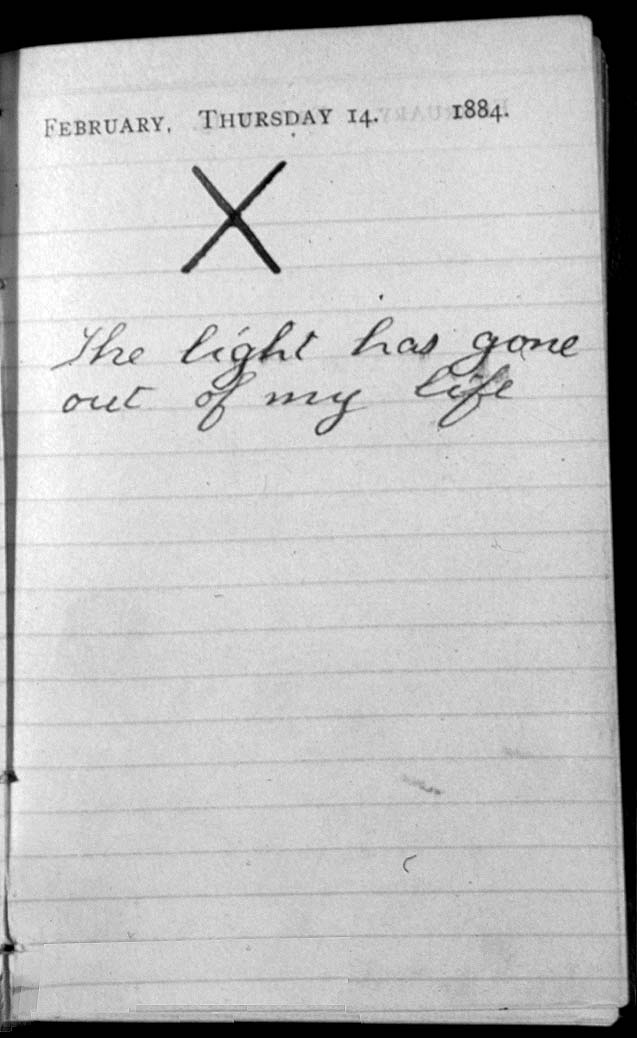
妻が亡くなった日のセオドア・ルーズベルトの日記。大きなバツ印の下に"The light has gone out of my life"（私の人生の光が消え去ってしまった）とだけ書かれている。

妻と母を同じ日に喪ったルーズベルトは取り乱し、それ以降、妻アリスのことをほとんど話さなくなった。ルーズベルトが妻についてその死後に書いたのは、死去当日の日記と、個人的に発表した妻に対する以下の短い追悼文だけであり、自伝でも最初の妻については触れられていない。
彼女は顔も姿も美しく、精神はそれ異常に愛らしかった。彼女は花のように成長し、美しく若い花のように死んでいった。彼女の人生はいつも日の光の中にあった。彼女にはほんの少しの悲しみもなかった。彼女の明るく快活な気質と聖人のような寛大さを愛し、尊敬しない者はいなかった。乙女のように美しく、純粋で、陽気であり、愛情深く、優しく、幸せだった。若い妻として、彼女がまさに母親になったそのとき、彼女の人生が始まったばかりのように思えたとき、そしてこれからの年月がとても輝いて見えたとき――驚くべき恐ろしい運命によって、彼女に死が訪れた。そして、私の心の愛しい人が死んだとき、私の人生から永遠に光が消え去った。
アリスが産んだ娘は、母親と同じアリスと名づけられた。ルーズベルトは、生まれたばかりの娘アリスの世話を、自身の姉のベイミー・ルーズベルトに任せきりにした。ルーズベルトは、姉は結婚しないつもりだろうと考えていたからである。ルーズベルトが娘のアリスに母親のことを語ることはなく、アリスは、育ての親のベイミーや父方の祖父母から、実の母親のことを聞いた。ルーズベルトは妻のことを忘れようと、日記から妻について書かれているページを破り捨て、妻と交わした手紙の大半を焼却した
ルーズベルトは1886年にイーディス・カーロウと再婚し、3歳になった娘アリスの親権を取得した。